# Peter Andreas Rosenberg
Peter Andreas Plum Rosenberg, född den 28 juli 1858, död den 17 maj 1935, var en dansk författare, son till Carl Rosenberg.
Rosenberg tog 1884 magisterkonferensen i filosofi, var 1889–1899 instruktør vid Dagmarteatern och blev 1909 statens censor vid privatteatrarna. Redan tidigt började han sin litterära verksamhet med diktsamlingen Af et digterliv (1881) och det lilla lustspelet Fantomer (uppfört på kungliga teatern 1883). 
Sedan följde en hel rad skådespel, bland andra Hjarne (1883), Klytemnestra (1889), Henning Tondorf (1894), Dønvig præstegaard (1899), Hjælpen (1904), Byen ved havet (1906) och Kunstnernaturer (1918), av vilka flera vann mycket bifall. 
Dessutom verkställde han en mängd skickliga översättningar av skilda författares skådespel, varibland sådana av Aristofanes, Calderón, Goethe och Rostand. Som föreläsare och uppläsare av diktverk samlade han ett stort antal åhörare över hela landet. 
Vidare författade  han de två skildringarna av Søren Kierkegaard (1898) och Rasmus Nielsen, Nordens filosof (1903) - den sistnämnde satte han mycket högt - samt populärvetenskapliga framställningar av Grækeraanden (samma år), Romeraanden (1905) och Kristenaanden (1909). 
Bland Rosenbergs senare arbeten märks Salighedens Ø, en romantisk Digtning (1908), Pil og plekter (1910) och berättelsesamlingen I raske træk (1913). Han redigerade 1916-24 "Store nordiske Konversationsleksikon" (26 band).